# 強いロシア
強いロシア（つよいロシア、ロシア語: Сильная Россия）は、ソビエト連邦の崩壊後のロシア連邦で、かつて超大国であったソビエト連邦のような国力の回復を理想とするイデオロギー。ソ連崩壊後の強いロシアは大ロシア主義との相性が良いとされ、ウクライナやバルト三国など、過去にロシア国家の支配下に置かれたことのある国家などでは大ロシア主義と同一視されることが多い。

## 歴史・背景
1991年にソ連が崩壊しエリツィンが大統領に就任すると、脱共産主義の一環として急進的な資本主義を導入した。国民はこの欧米式資本主義に期待を寄せたが、エリツィンはロシア国内の資産価値があるものを西側の企業や、投資家などへ売り叩いた。その結果、国民は欧米企業に安い賃金で働かされ、経済は著しく低迷した。ソビエト連邦という一つの祖国は分裂し、急進的な政策で生活を困窮に追いやられ、ソ連時代の社会制度が躊躇なく壊されるのを目の当たりにしたロシア国民の多くはソ連の崩壊を惜しむようになり、1995年のロシア下院選挙ではロシア連邦共産党が第1党になるなど、市民感情的にも政治的にも共産主義（市民感情の場合ソ連時代）が復活しつつあった（ソビエト・ノスタルジア）。そして1998年のロシア財政危機などによりロシア経済は破綻した。
1999年12月にウラジーミル・プーチンが大統領に就任するとプーチンは、「ロシアの再建」、「強いロシア」を全面に打ち出し、中央政府の権限強化、ソ連国歌のメロディーを元にした新国歌の制定、エリツィン政権と結びつきがあったオリガルヒの追放、粛清などを実行し、「屈辱と絶望の10年」を味わったロシア国民から絶大な支持を受けた。しかし欧米諸国や反対派はその政治手法が強権的・独裁的だとしてプーチンを非難した。
2007年にミュンヘンで開かれた会議でプーチンは「NATOの東方拡大は、NATO自体の近代化や欧州の安全保障の確保とは何の関係もないことは明らかだ。それどころか相互信頼を低下させる深刻な挑発的な要因となっている。私たち（ロシア）には、この拡大は誰に対するものなのかと率直に問う正当な権利がある。ワルシャワ条約機構が解体された後、西側諸国から与えられた保証はどうなったのか、その発言は今どこにあるのか、誰も覚えてさえいない。1991年5月17日、ヴェルナーNATO事務総長はこう言った。「NATO軍を西ドイツ（同年10月よりドイツ）の領域外に駐留させない用意があるという事実そのものが、ソ連に確固たる安全保障を与えている」。この保証は今、どこにあるのだろうか」と発言し、NATOの東方拡大に不快感を示した。
ドミートリー・メドヴェージェフが大統領に就任した2008年に南オセチア紛争が勃発したのを皮切りに、ロシアは周辺地域、特に旧ソ連諸国に対する軍事行動を辞さないようになった。2012年にプーチンが大統領に復帰すると再度、本格的に強いロシアの実現をアピールするようになり、2014年にはウクライナで親露政権が倒れたのを皮切りにクリミア危機の過程でクリミア併合を行った。しかしロシア国民の大半は強いロシアを復活させるための併合だとし、プーチンを支持した。しかし、クリミア併合による欧米諸国の経済制裁により、インフレーションの蔓延、資本の不足、ロシア産石油の価格低下に加えてルーブルが下落し、ロシア経済は大きな傷を負った。プーチン大統領はそんな中2015年9月、シリア内戦に介入、対テロ空爆作戦を開始した。同時にロシア国内では大々的な愛国宣伝が行われ、プーチン支持率は9割に高まった。2021年12月に入ると事態は一気に悪化した、ウクライナが本格的にNATO加盟プロセスを進めると発表し、事実上の対抗措置として2022年2月21日にロシアがドネツク人民共和国とルガンスク人民共和国を国家として承認、2月23日にウクライナはドンバスの占領地を除く全国で非常事態を宣言すると発表し、同日中に駐ウクライナロシア大使が大使館から避難。また、ウクライナ政府とヴェルホーヴナ・ラーダ（ウクライナ最高議会）のウェブサイトがDDoS攻撃に見舞われた。2022年2月24日、ロシアは国際連合憲章第51条第7項に基づきロシア連邦議会の承認を得て同年2月22日に連邦議会が批准した「ドネツク人民共和国及びルガンスク人民共和国間友好及び相互援助に関する条約」に基づき特別軍事作戦を実施することを決定、プーチンはウクライナに対する軍事的措置の実施を決定したことを伝える演説で「私たちの使命は、過去8年間キエフ政権による虐待や大量虐殺にさらされてきた人々を守ることであり、この目的の為に我々はウクライナの非軍事化と非ナチ化に努め、ロシア連邦の市民を含む一般市民に対して数々の血生臭い犯罪を犯した者たちを裁きにかける」と発言しており、ウクライナ政府をナチス・ドイツと同一視させることにより今回の軍事措置を正当化させ、プーチン政権の支持率増加の狙いがあると見られる。

## ロシア
ソ連時代を生きたロシア国民（旧ソ連共和国在住のロシア人）の多くは、ソ連の監視社会を好意的に思わないが、ソビエト連邦という世界の半分を支配してきた強い祖国が欧米価値観、欧米式資本主義によって分断され、かつての敵国民から奴隷のように扱われた1990年代を「屈辱と絶望の10年」とし、現在のロシアにおいて強いロシアはプーチンとともに多くの国民の支持を受けている。

## 旧ソ連諸国
旧ソ連諸国の反応は国ごとによって大きく変わる。1917年のロシア革命の影響でロシア帝国から分離独立した地域（バルト三国やポーランド、ウクライナの一部地域）に存在している国家は強いロシアをロシア帝国の主要思想となった大ロシア主義と同一視しており、ナチズムと共通点がある思想ともされる。一方、民族的に似ているベラルーシ、ロシアとの関係が比較的良好な中央アジア諸国などではこの思想を好意的に思っている人も少なければ、否定的に思っている人も少ない。

## 外国
旧ソ連諸国以外の外国、特に西側諸国では一般的に親露とされる。しかし中華人民共和国やインドなどロシア（ソ連）との関係が比較的良好な国ではロシア社会の一般的な保守思想とされ、賛成の意も反対の意も示していない。